# Шест лица търсят автор
„Шест лица търсят автор“ (на италиански: Sei personaggi in cerca d'autore) е пиеса на италианския драматург Луиджи Пирандело, написана и поставена за първи път през 1921 година.
Абсуристкият сюжет описва появата сред репетираща театрална трупа на шестима непознати, които се представят като театрални персонажи, търсещи автор, който да довърши историята им. Премиерата на пиесата е в „Театро Вале“ в Рим, като първоначално тя е трудно възприета от публиката и предизвиква противоречия.
„Шест лица търсят автор“ е издадена на български през 1969 година в превод на Светозар Златаров.